# Lijst van burgemeesters van Huijbergen
Dit is een lijst van burgemeesters van de voormalige Nederlandse gemeente Huijbergen tot die gemeente op 1 januari 1997 opging in de gemeente Woensdrecht.
| Ambtsperiode | Naam burgemeester          | Partij of stroming | Bijzonderheden                                  |
| ------------ | -------------------------- | ------------------ | ----------------------------------------------- |
| ??           | ??                         |                    |                                                 |
| 18?? - 1844  | A. de Bruijn               |                    |                                                 |
| 1844 - 1852  | P. van Mechelen            |                    |                                                 |
| 1852 - 1856  | Martinus (M.) Melsen       |                    | tevens burgemeester van Ossendrecht (1846-1873) |
| 1856 - 1898  | J.B. van Agtmaal           |                    |                                                 |
| 1898 - 1934  | J.P.J. van Agtmaal         |                    | zoon van zijn voorganger                        |
| 1935 - 1946  | Johan Matthijs Sijstermans |                    |                                                 |
| 1947 - 1976  | A.P.A.M. van Agtmaal       |                    | zoon van J.P.J. van Agtmaal                     |
| 1977 - 1997  | Ed (E.H.) van Dommelen     | KVP / CDA          |                                                 |